# Erdkabel
Ein Erdkabel ist ein im Erdboden verlegtes elektrisch genutztes Kabel mit einer besonders robusten Isolierung nach außen, dem Kabelmantel, der eine Zerstörung derselben durch chemische Einflüsse im Erdreich bzw. im Boden lebender Kleintiere (Nagetiere) verhindert.
Erdkabel weisen gegenüber Freileitungen einige Vorteile auf: sie sind gegen Beschädigungen – u. a. durch Witterung – geschützt und stören das Landschaftsbild optisch nicht. Nachteilig sind der höhere Wartungsaufwand und die schwierigere Lokalisierung von Störungen, wie sie beispielsweise durch Bauarbeiten und unbeabsichtigte Beschädigungen von verlegten Erdkabeln verursacht werden können. Bei energietechnischen Anwendungen im Hochspannungsbereich sind die damit verbundenen höheren Kosten ein Nachteil.
In Deutschland ist der Einsatz bei Wechselstrom-Systemen im Höchstspannungsbereich gemäß dem Netzentwicklungsplan Strom nur eingeschränkt möglich, während in der Hochspannungs-Gleichstrom-Übertragung mehrere Vorhaben geplant sind.

## Verlegung

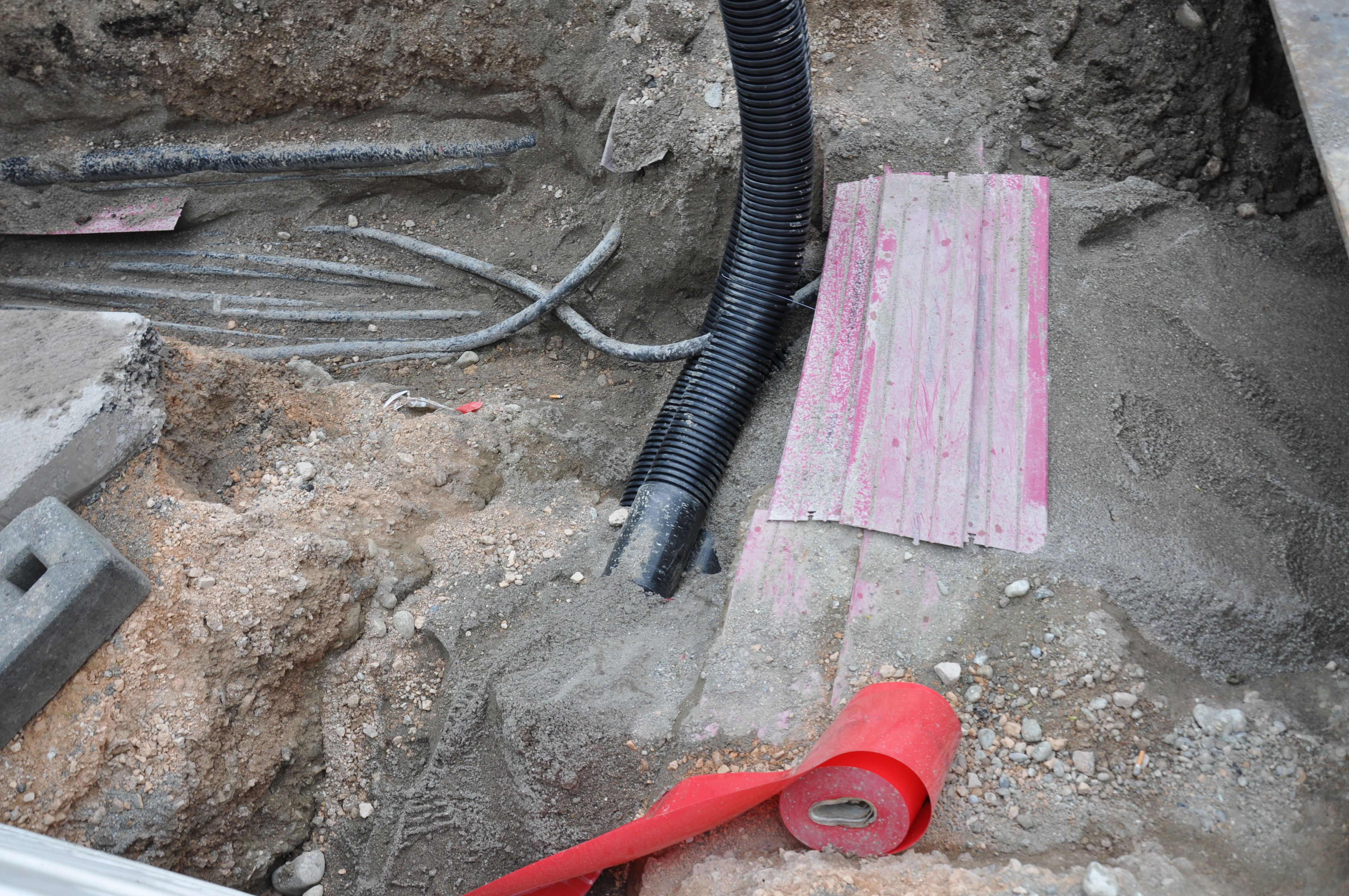
Erdkabel ohne Schutz und Kabelschutzrohre für Neuverlegung; darüber Trassenband und Kunststoffplatten

Erdkabel werden zum Schutz vor Beschädigung in sicherer Tiefe verlegt. Das Verlegen geschieht im offenen Gelände rationell durch einen Kabelpflug, bei Fels und in bebautem Gebiet hingegen in einer vorher geöffneten Künette. Weitere Verlegeverfahren sind gesteuerte Horizontalbohrungen, etwa zur Unterquerung einer Straße, deren Fahrbahn dadurch unangetastet bleibt, oder eines kleinen Bachs. Größere Gewässer können mit einem Düker unterquert werden.
Zum mechanischen Schutz werden Erdkabel teilweise in Kabelschutzrohre und außerdem in einer das Kabel umgebenden Sandschicht verlegt, damit scharfkantige Steine bei Belastung des Bodens, z. B. durch Vibration von nahem Schienen- oder Straßenverkehr, keine Beschädigung verursachen können. Für Spannungen unter 1 kV sind Erdkabel nach DIN VDE 0100-520 in einer Tiefe von mindestens 60 cm zu verlegen, unter Fahrbahnen von Straßen mindestens 80 cm. Bei Abweichung dieser Verlegetiefen ist der mechanische Schutz durch geeignete Rohre oder Kabelschutzabdeckungen zu gewährleisten. Als Stech- und Grabschutz werden neben Trassenwarnband auch Kunststoffplatten als Kabelabdeckhauben- oder platten eingesetzt.
Eine einheitliche gesetzliche Vorschrift für Tiefenlagen und Kabelschutz von Stromkabeln gibt es in Deutschland nicht. Zur Vermeidung von Chaos können Länder und besonders Kommunalverwaltungen aber Satzungen erlassen, innerhalb der die Eigentümer der Kabel planen können. Diese richten sich nach den DIN-Normen und der gängigen Praxis.
Bei höheren Spannungen sind größere Verlegetiefen üblich. Höchstspannungsleitungen mit 400 kV werden beispielsweise 2,5 bis 3,7 m unter der Erdoberfläche verlegt, oder die Verlegung erfolgt in einem eigens dafür geschaffenen Tunnel bzw. Rohrsystem, das neben der leichteren Wartung auch der Kühlung dient.

## Typen
Es gibt verschiedene Arten von Erdkabeln, die sich primär nach dem Einsatzzweck und Anwendungsbereich richten.

### Energietechnik

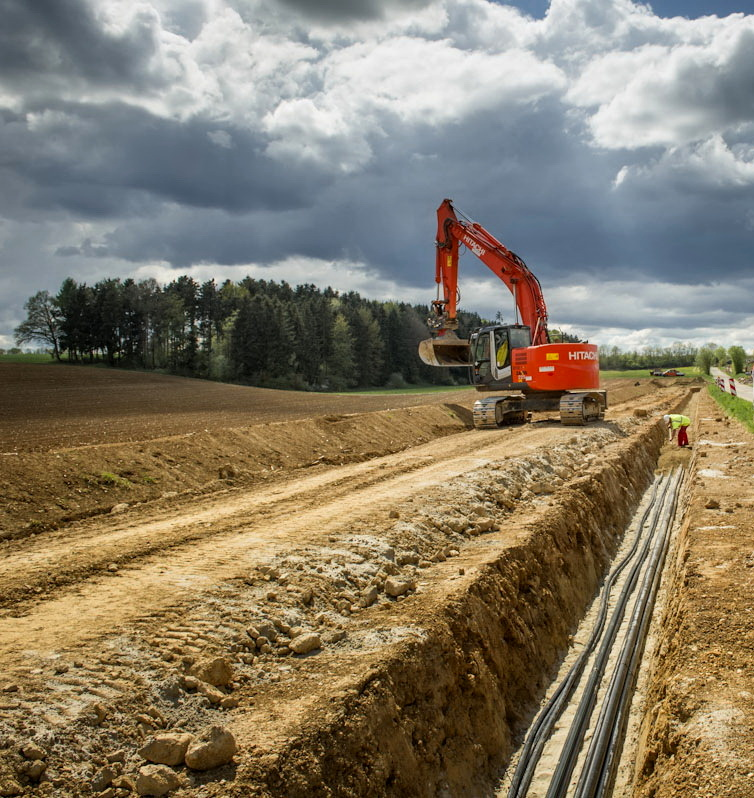
Erdverlegung von Hochspannungskabeln für 110 kV

Oberflächentemperatur und Wärmeemission eines 400-kV-Erdkabels mit Papierisolation

Elektrische Leitungen in Niederspannungsnetzen bei Spannungen unter 1 kV und in Mittelspannungsnetzen bei Spannungen unter 70 kV werden in Europa in Wohn- oder Industriegebieten üblicherweise als Erdkabel ausgeführt. In ländlichen Regionen und bei älteren Installationen sind aufgrund der geringeren Kosten auch Freileitungen üblich.
In der elektrischen Energietechnik sind Erdkabel bei Hochspannung als Hochspannungskabel ausgeführt. Für elektrische Spannungen unter 100 kV können diese in mehrpoliger Ausführung hergestellt werden, für höhere Spannungen werden einpolige Ausführungen verwendet (Einleiterkabel). Für die Anzahl an Leitern, beispielsweise bei Dreiphasenwechselstrom, ist dann die parallele Verlegung von drei Einleiterkabeln notwendig.

Verlegung von Erdkabeln im Niederspannungs- und Mittelspannungsnetz
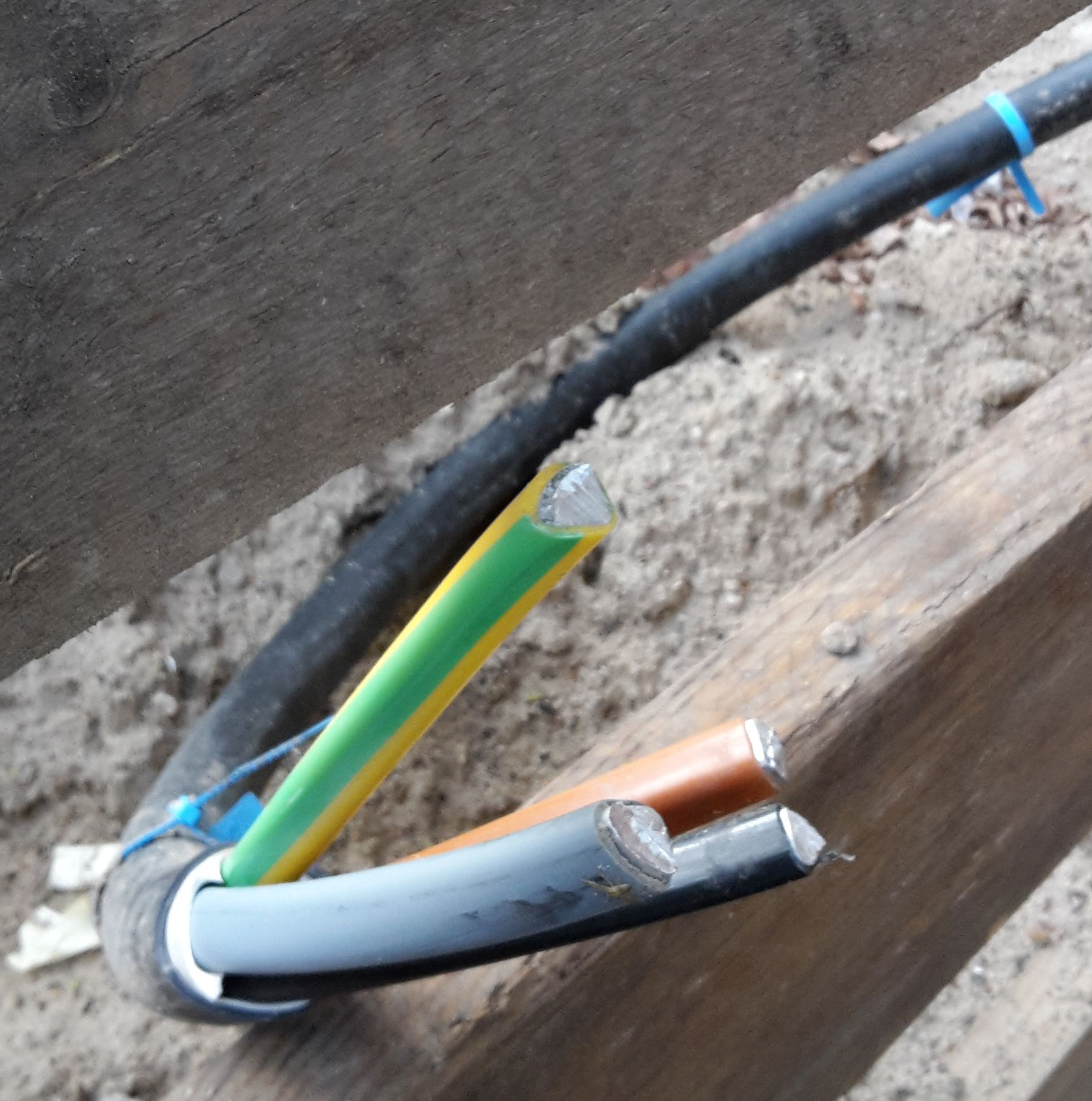
Erdkabel im Niederspannungsnetz mit Aluminiumleitern (hier vom Typ NAYY), teilvorbereitet für die Montage einer Garnitur (Muffe)
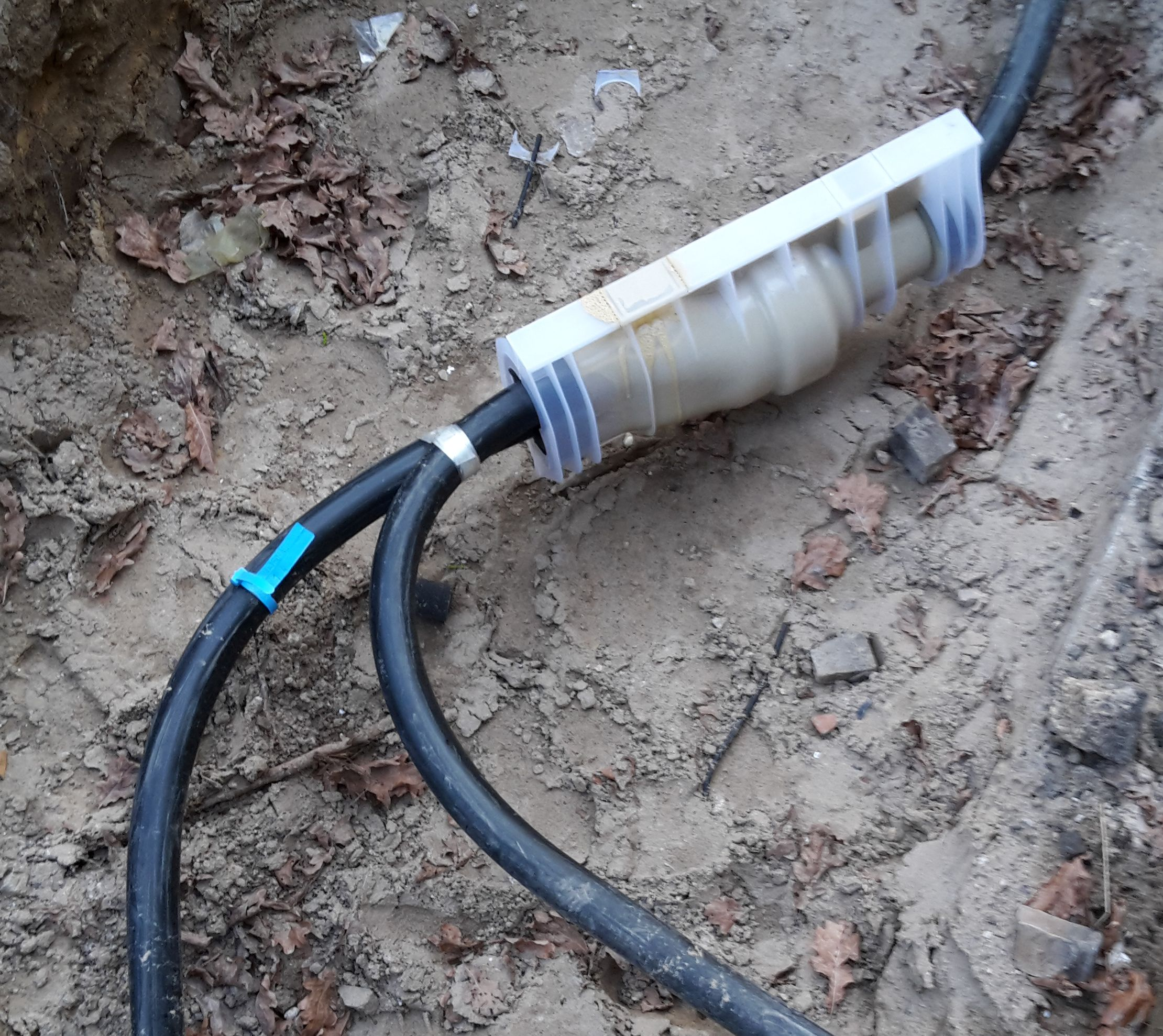
Mehradrige Kabelabzweigmuffe in Gießharzausführung
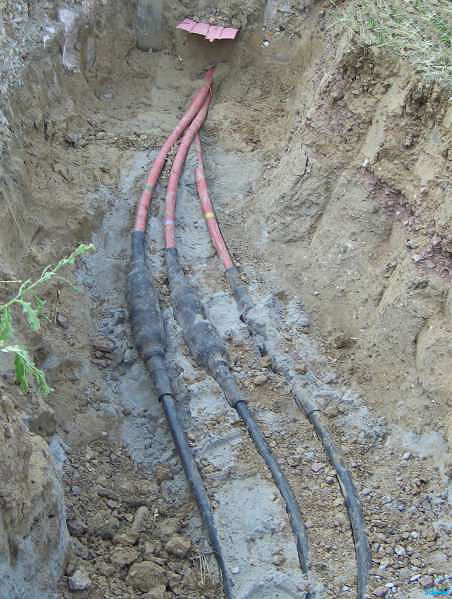
Einleiter-Schrumpfmuffen im Mittelspannungsnetz zur 3-poligen Verbindung
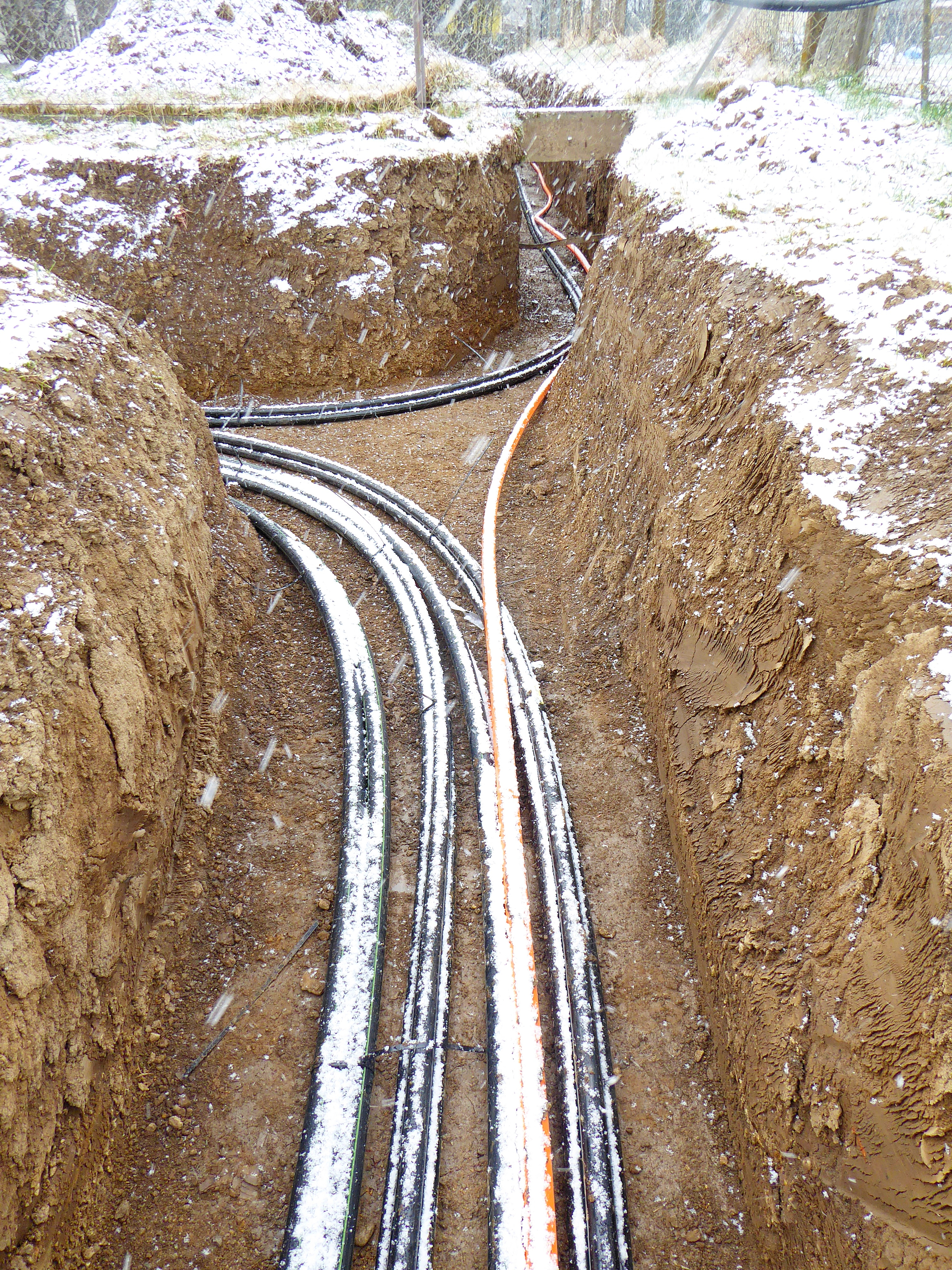
Gemeinsam genutzte Trasse für Mittelspannungssysteme und LWL-Leerverrohrung

Erdkabel im Höchstspannungsbereich mit Betriebsspannungen über 200 kV weisen höhere Übertragungsverluste auf als die einfacheren und betriebsichereren Freileitungen. Die höheren Verluste sind begründet durch die vergleichsweise hohe natürliche Leistung und den damit verbundenen höheren Blindleistungsbedarf des Kabelsystems und die dafür notwendigen Kompensationseinrichtungen. Letztere sind spätestens nach 10 km erforderlich und haben etwa die Größe eines Trafohäuschens. Direkt am Kabel treten Temperaturen von etwa 35 °C auf, bei Teilabschaltungen einzelner Stränge können es bis zu 50 °C werden. Die thermischen Übertragungsverluste werden bei größeren Erdkabelsystemen auch durch zusätzliche indirekte Kühleinrichtungen abgeführt, beispielsweise parallel verlegte und den Kabelmantel umgebende Wasserrohre, oder bei geringeren Verlusten durch Zwangsbelüftung. Ein Beispiel eines solchen Kabelsystems ist die 380-kV-Transversale Berlin.
Auch die Wartung und Fehlersuche ist bei Erdkabeln aufwändiger: Während Freileitungen durch periodische optische Kontrollgänge und optische Geräte wie Koronakameras überprüft werden können, ist das bei Erdverlegung nicht möglich. Beschädigungen können so bei Erdkabeln oft nicht rechtzeitig vor dem Ausfall erkannt werden. Schäden am Erdkabel, an Kabelmuffen oder am Kabelendverschluss haben oft auch eine Schädigung der Umgebung zur Folge. Auch ist die Behebung des Schadens langwieriger und teurer. Aus diesem Grund müssen bei Kabelanlagen regelmäßige, aufwändige Überprüfungen durchgeführt werden, beispielsweise auf Teilentladung.

### Nachrichtentechnik

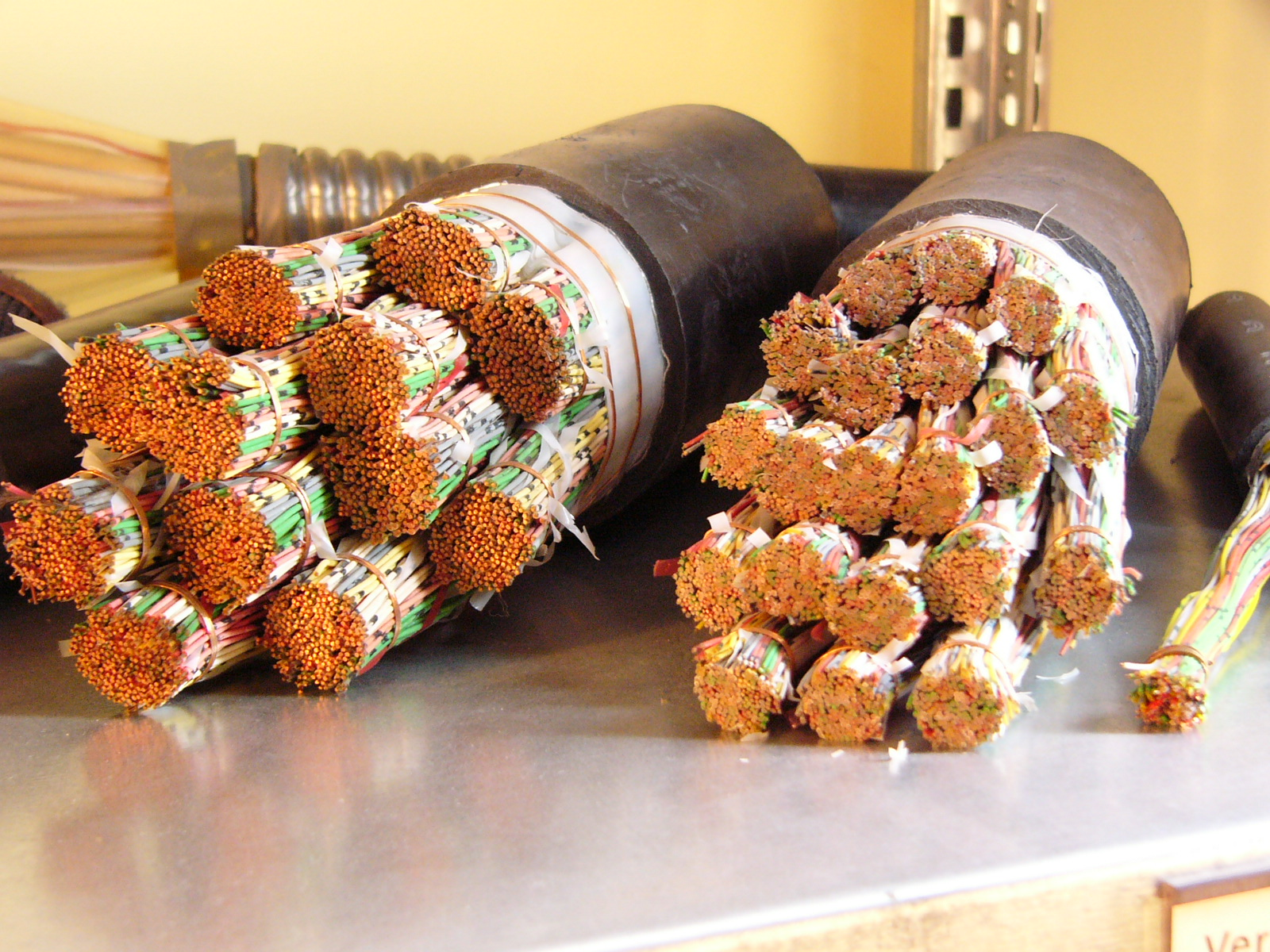
Zwei Telefon-Hauptkabel mit 1200 und (dünneren) 2000 Doppeladern für die Erdkabelverlegung, jeweils 100 Paare gebündelt

Fernmeldekabel werden zur Herstellung von Festnetzanschlüssen im Telefoniebereich oder von Digital Subscriber Lines (DSL) eingesetzt. Typisch sind dabei in einem Kabel eine große Anzahl von über 1000 einzelnen Kabeladern.

## Fehlersuche
Das Ziel der Störquellenortung ist es, Kabelbrüche oder -quetschungen festzustellen und ihre Lage zu orten. Dabei macht man sich die Eigenschaft der Zeitbereichsreflektometrie zunutze, jede Änderung im Medium zu erkennen. Damit kann das Kabelende, ein Kabelbruch oder ein Kurzschluss zwischen Innen- und Außenleiter lokalisiert werden.

## Kosten

### Energietechnik
Erdkabel im Höchstspannungsbereich weisen auch höhere Initial- und Betriebskosten als vergleichbare Freileitungen auf. In der Studie über die 380-kV-Salzburgleitung wurde für den Leitungsabschnitt Salzburg–Tauern eine Kostensteigerung durch Verwendung von Erdkabeln gegenüber einer Freileitung um den Faktor 6,2 ermittelt. Die Länge der zu errichtenden Leitung beträgt 106 (bzw. 108) km. Die Freileitung hätte zum Zeitpunkt der Studie 2007 ca. 190 Mio. Euro gekostet, eine Vollverkabelung dagegen etwa 1,176 Mrd. Euro.

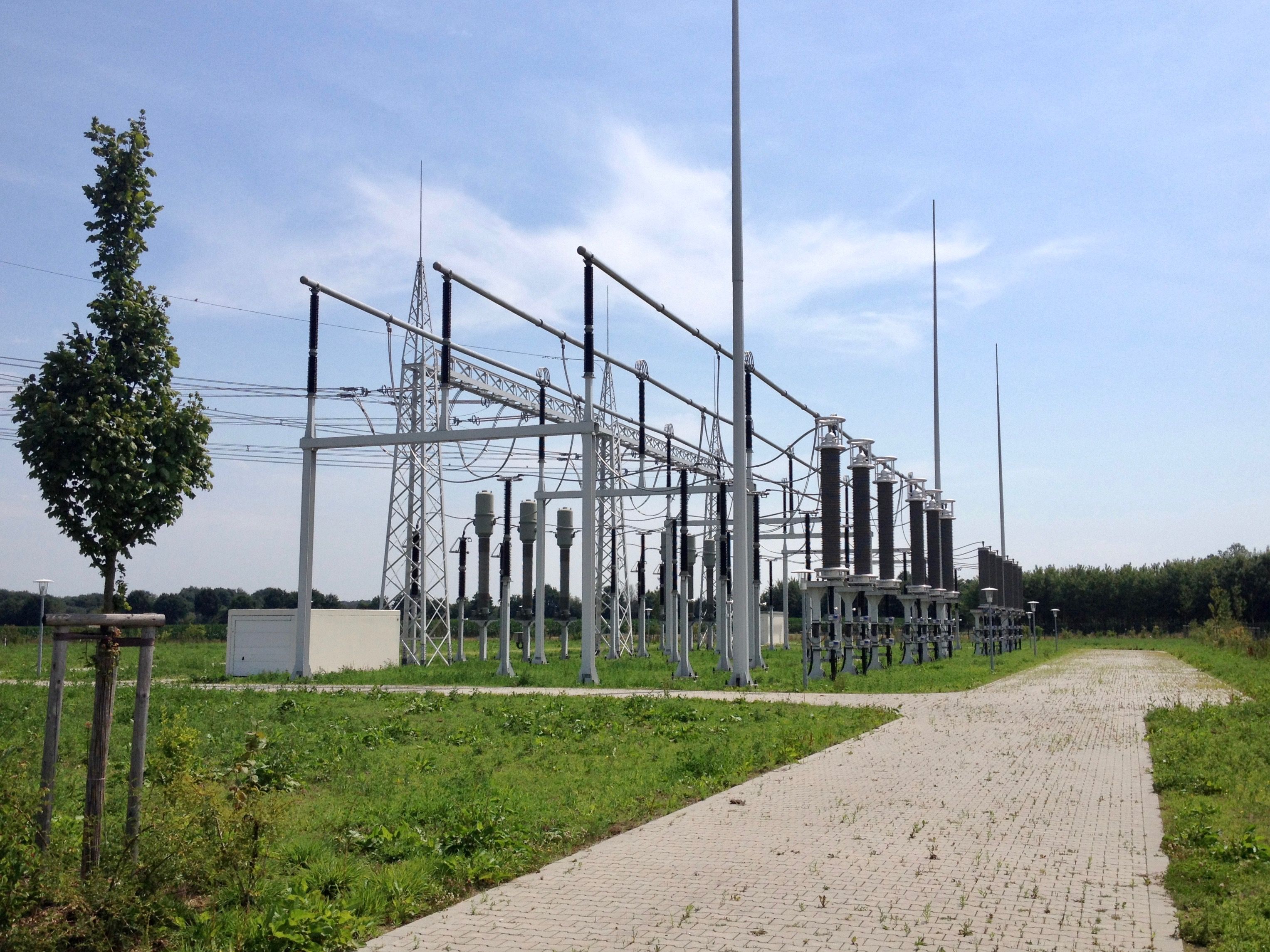
380-kV-Kabelüberführungsstation in Raesfeld, Freileitung links im Bild

Der Übertragungsnetzbetreiber Amprion verlegte im Oktober 2014 in der Gemeinde Raesfeld ein 380-kV-Erdkabel auf einer Länge von 3,4 km. An den beiden Kabelgärten mit einem Flächenbedarf von je 60 m × 80 m wird die 380-kV-Leitung in die Erde überführt. In den 20 m breiten Kabelgraben (Breite der Baubedarfsfläche insgesamt 40 m) mit einer Tiefe von zwei Metern werden 14 Leerrohre (davon zwei für Datenleitungen) verlegt. Die Kosten betragen 1,4 Mio. Euro pro Kilometer Freileitung, während die Verlegung des Kabels 8 Mio. Euro pro Kilometer kosten dürfte. Die Gesamtkosten für die 3,4 km sollen bei 30 Mio. Euro liegen. Das BMU sah die Kosten von Erdkabeln – allerdings mit niedriger Betriebsspannung – im Jahr 2006 noch wesentlich optimistischer und vertrat die Auffassung: Die Gesamtkosten von Erdkabeln für die Hochspannungsebene mit 110 kV und die Höchstspannungsebene mit 220 kV liegen nicht wesentlich über denen von Freileitungen.
Zur Ausfallrate von 380-kV-Kabeln liegen noch keine Daten vor. Die Reparaturdauer dürfte aber mit Sicherheit über der von Freileitungen liegen (Größenordnung Wochen statt Tage). Da es mit 380-kV-Kabeln noch keine Langzeiterfahrungen gibt, kalkuliert man die Lebensdauer mit 40 Jahren (ausgehend von Erfahrungen mit 110-kV-Kabeln), während sie bei der Freileitung 80 Jahre und mehr beträgt.

## Geschichte
1880 wurde erstmals in Deutschland ein 7x4 mm²-Kabel für 220 V unter einer Straße hindurch verlegt.
Eines der ersten elektrischen Erdkabel war um 1885 das Kruesi-Rohr. Es bestand aus einem Rohr, in dem drei elektrische Leiter in Form von metallischen Stäben und mit spiralförmig umwickelter Isolation voneinander getrennt eingegossen wurden.
Anfang des 20. Jahrhunderts folgten konstruktive Verbesserungen, wie das bei Hochspannung eingesetzte Höchstädter-Kabel, das eine gleichmäßige Belastung durch die elektrische Feldstärke des Isolationsmaterials gewährleistete und störende Teilentladungen verminderte.
Mitte des 20. Jahrhunderts kamen Ölkabel auf, die in einer Druckleitung mit Öl Inhomogenitäten ausgleichen.
In heutigen Hochspannungskabeln bis über 500 kV werden als Isolationsmaterial Kunststoffe wie vernetztes Polyethylen eingesetzt (abgekürzt VPE, im Englischen XLPE), das bis etwa 120 °C temperaturbeständig ist und sich in homogenen Strukturen mittels Reinraumtechniken im Kabelaufbau anbringen lässt.
Am 8. Januar 2025 entschied das Bundesverwaltungsgericht, dass Bauern Erdkabel unter ihren Äckern dulden müssen.